# Musicon
Musicon – polska wytwórnia fonograficzna, zajmująca się głównie wydawaniem płyt z muzyką polską - dawną, współczesną oraz tradycyjną ludową.
Założycielami Musiconu w 1991 roku byli absolwenci wydziału Reżyserii Dźwięku Akademii Muzycznej w Warszawie – Jacek Guzowski i Krzysztof Kuraszkiewicz.
Wśród wykonawców, którzy znaleźli się na płytach Musiconu można wymienić takie sławy, jak Emma Kirkby, Olga Pasiecznik, Paul Esswood, Stefan Stuligrosz z Poznańskimi Słowikami, Anna Szostak i Camerata Silesia, Marek Toporowski z Concerto Polacco, organiści Julian Gembalski, Andrzej Chorosiński i Józef Serafin.
Na płytach rejestrowane są dzieła polskich kompozytorów od Renesansu do współczesności, takich jak: Mikołaj Zieleński, Bartłomiej Pękiel, Grzegorz Gerwazy Gorczycki, Fryderyk Chopin, Stanisław Moniuszko, Feliks Nowowiejski, Karol Szymanowski.
Musicon zajmuje się również przeprowadzaniem nagrań dla innych wydawców i organizatorów wydarzeń muzycznych. Współpracuje pod tym względem z festiwalem Warszawska Jesień a także z Operą Narodową.
We współpracy z Ojcami Paulinami powstał cykl kilkudziesięciu płyt z muzyką kompozytorów z archiwum Klasztoru na Jasnej Górze – Dankowskiego, Elsnera i Żebrowskiego.
Musicon otrzymał szereg nagród przemysłu fonograficznego. Ostatnio w 2020 roku płyta Johann Sebastian Bach Suity francuskie z nagraniem kompletu Suit francuskich J.S. Bacha wykonanych przez Marka Toporowskiego dostała nominację do nagrody Fryderyka w kategorii Muzyka dawna.